# André Dubus III
André Dubus III (Oceanside,11 de setembro de 1959) é um autor e romancista dos Estados Unidos.

## Obra
- Casa de Areia e Névoa - no original House of sand and fog